# Rhizotrogus cicatricosus
Rhizotrogus cicatricosus är en skalbaggsart som beskrevs av Étienne Mulsant 1842. Rhizotrogus cicatricosus ingår i släktet Rhizotrogus och familjen Melolonthidae. Inga underarter finns listade i Catalogue of Life.